# Marc Priestley
Marc Priestley (Bromley, 6 ottobre 1976) è un conduttore televisivo britannico.

## Biografia
Egli è ospite e conduttore di alcune trasmissioni su Discovery Channel come Driving Wild e Affari a quattro ruote nonché commentatore tecnico della F1 per Sky Sports F1 HD e della Formula E per il canale ITV4.
Priestley è stato assunto dalla McLaren nel 2000 come meccanico del team, diventando il primo meccanico della squadra da corsa. Ha lavorato con piloti tra cui Mika Häkkinen, David Coulthard, Olivier Panis, Kimi Räikkönen, Juan Pablo Montoya, Pedro de la Rosa, Alex Wurz, Lewis Hamilton, Fernando Alonso e Heikki Kovalainen. Era parte della squadra che ha vinto il Campionato del Mondo F1 con Hamilton al Gran Premio brasiliano del 2008.